# Abdij van San Michele Arcangelo a Passignano
De Abdij van San Michele Arcangelo a Passignano (Italiaans: Abbazia di San Michele Arcangelo a Passignano) is een benedictijns klooster in de gemeente Barberino Tavarnelle tussen Tavarnelle en Greve in Chianti, in Toscane, Italië. Het klooster is tevens onderdeel van de frazione Badia a Passignano.

## Geschiedenis
De eerste vermeldingen van de abdij dateren uit de jaren 890. Op de plek van een vesting van de Longobarden werd een klooster gebouwd, dat in 1049 aan de orde van de Vallombrosianen werd geschonken. De abdij werd een belangrijke vestiging van deze orde en ontwikkelde zich in de 14e eeuw tot een rijke grondeigenaar. In 1866 werden de monniken verdreven en werd het complex privaat eigendom. Het complex werd aangevuld met een toren in middeleeuwse stijl en muren werden voorzien van kantelen. In 1986 kwam de abdij weer terug in handen van de Vallombrosianen.

## Bezienswaardigheden
- Romaanse 12e-eeuwse kerk van San Michele Arcangelo.
- Parochiekerk van San Biagio (1080).

De abdij bevat fresco's van Filippo di Antonio Filippelli, Benedetto Veli, Alessandro Pieroni, Alessandro Allori, Bernardo di Stefano Rosselli, Giuseppe Nicola Nasini en Domenico Passignano. In de refter bevinden zich fresco's van Domenico Ghirlandaio en diens broer Davide.